# Nathalia Ashba
Nathalia Ashba (Pereira, 5 de octubre de 1991), también conocida por su nombre artístico NATYASH, es una modelo, cantante y bloguera colombiana.

## Biografía

### Primeros años y carrera como modelo
En su infancia se mudó con su madre a Italia, radicándose en la ciudad de Trento. A los 18 años se trasladó a Roma para iniciar una carrera como modelo. Allí conoció a su actual esposo, el guitarrista y productor DJ Ashba, músico reconocido por tocar en bandas como Beautiful Creatures, Guns N' Roses y Sixx:A.M.
Fue nombrada Miss Modelo de Europa en el año 2012. Administra un blog sobre moda y diseño en español, italiano e inglés llamado According to Naty. En septiembre de 2014 lanzó una colección de lentes de sol en colaboración con la marca IAMITALIAN.

### Carrera musical
En 2021 empezó una carrera como artista de música urbana usando el nombre artístico NATYASH. Ese mismo año publicó los sencillos Sin miedo, El cuento y Sin compromiso, además del EP +Latina. Inició el año 2022 con el lanzamiento del sencillo Repeat, seguido de Malosa, por la que se le reconoció como «la primera artista latina en crear un video musical en su totalidad en el metaverso».

## Discografía

### Extended Plays
| Año  | Título  | Notas |
| ---- | ------- | ----- |
| 2021 | +Latina |       |

### Sencillos
| Año  | Título           | Notas |
| ---- | ---------------- | ----- |
| 2021 | «Sin miedo»      |       |
| 2021 | «El cuento»      |       |
| 2021 | «Sin compromiso» |       |
| 2022 | «Repeat»         |       |
| 2022 | «Malosa»         |       |